# Tony Oxley
Tony Oxley (Sheffield, 15 de junio de 1938-26 de diciembre de 2023) fue un baterista, percusionista y compositor británico de jazz.

## Historial
Con 18 años toca con la big band de su ciudad natal, permaneciendo entre 1957 y 1960 en una orquesta militar. a partir de este año,  dirige su propia banda, aunque toca también, desde 1963, en trío con Derek Bailey, con quien permanece hasta 1967, introduciéndose en el free jazz. Pasa a ser el batería titular del Ronnie Scott's Club de Londres, y allí toca con casi todos los grandes en gira: Stan Getz, Sonny Rollins, Bill Evans, Charlie Mariano, Joe Henderson... Toca también en trío con Alan Skidmore y, en 1969, graba con John McLaughlin ("Extrapolations") y con Kenny Wheeler ("The Baptised Traveller"). A partir de 1971, realiza diversas grabaciones y toca en gira con Bill Evans.
En 1978 se traslada a Alemania y graba con músicos europeos, especialmente con Tony Coe, Phil Wachsmann y Didier Levallet. Desde los años 1980, realiza frecuentes giras con su propio grupo o incluido en formaciones más amplias (Celebration Orchestra, por ejemplo). Trabaja también con Anthony Braxton y Cecil Taylor.
El estilo de Oxley es virulento e incisivo, constructor además de su propio juego de instrumentos de percusión, incluyendo fuentes de sonidos electrónicos.

## Discografía
- Oxley, Tony (1969). The Baptised Traveller. Columbia Records.
- Oxley, Tony (1969). Ichnos. RCA Records.
- Oxley, Tony (1970). 4 Compositions for Sextet. Columbia Records.
- Oxley, Tony (1977). February Papers. Incus Records.
- Oxley, Tony (1985). Live in Berlin.
- Oxley, Tony (1985). Tomorrow Is Here. Dossier.
- The Tony Oxley Quartet (1992). Tony Oxley Quartet. Incus.
- Oxley, Tony (1994). Enchanted Messenger: Live from Berlin Jazz Festival. Soul Note.
- Tony Oxley Project 1 (2001). Triangular Screen. Sofa.
- Oxley, Tony (2007). The Advocate. Tzadik Records.